# 표절

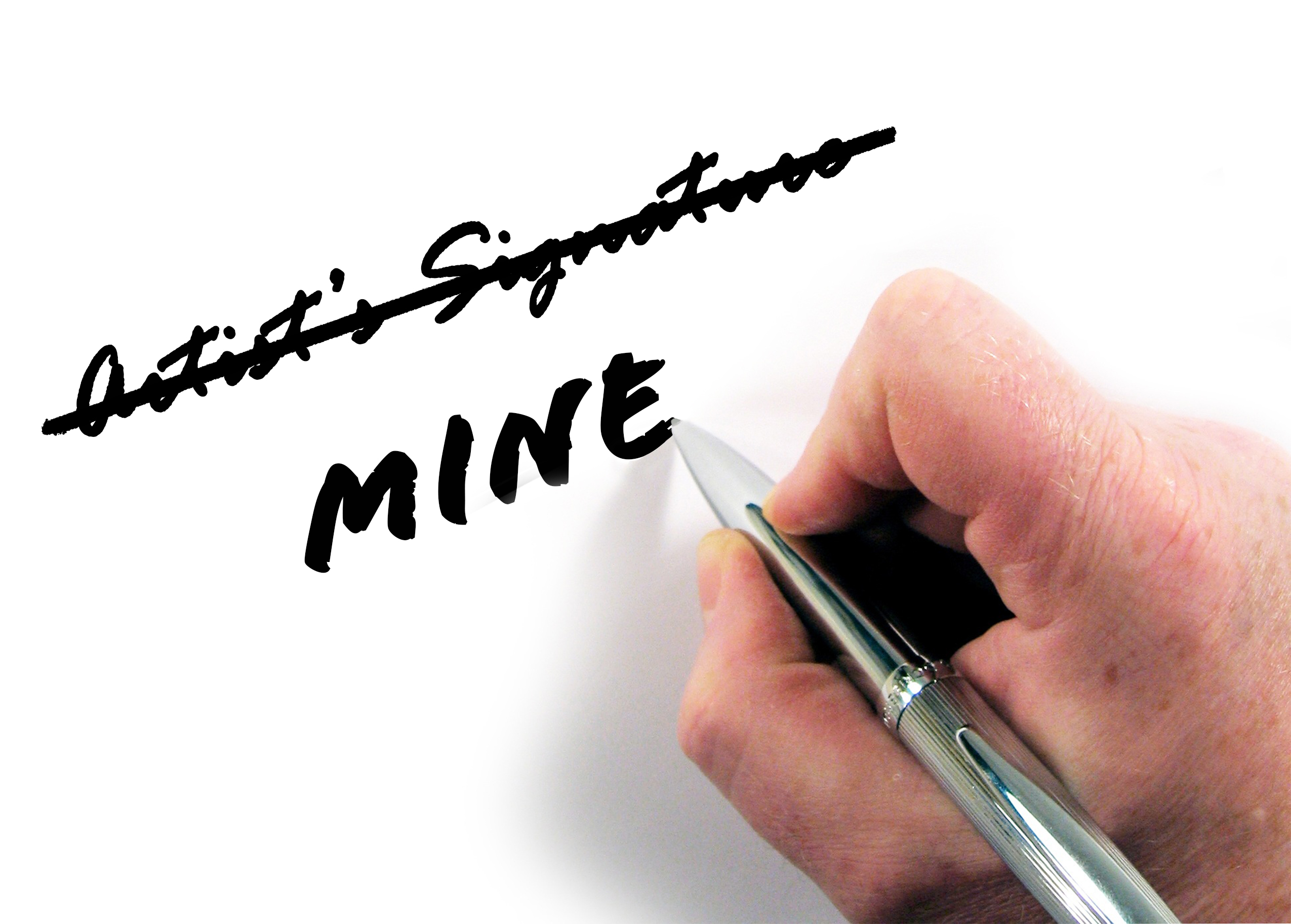

표절(Plagiarism, 剽竊, 문화어: 도적글)은 타인의 언어, 생각, 아이디어 또는 표현을 자신의 창작물인 것처럼 원저작물로 표현하는 것이다. 정확한 정의는 기관마다 다르지만, 많은 국가와 문화권에서 표절은 학문적 충실성과 저널리즘 윤리, 그리고 학습, 교육, 연구, 공정성, 존중, 책임에 대한 사회적 규범을 위반하는 것으로 간주된다. 따라서 표절을 저질렀다고 판단된 개인이나 법인은 종종 선고유예, 학교 또는 직장에서의 퇴학, 벌금, 투옥 및 기타 처벌을 받게 된다.
모든 문화권과 국가가 언어나 아이디어의 개인 소유에 대해 동일한 신념을 가지고 있는 것은 아니며, 표절 자체가 범죄는 아니다. 그러나 위조와 마찬가지로 사기는 저작권 침해로 인한 손해나 저작 인격권 위반, 또는 불법행위로 인해 법원에서 처벌될 수 있다. 학계와 산업계에서는 심각한 윤리적 위반이다. 표절과 저작권 침해는 시행 중인 저작권법 보호에 따라 기능적으로 중복되지만 동일한 개념은 아니며, 많은 종류의 표절이 법원에서 판결된 저작권법의 법적 요건을 충족하지 못할 수 있지만, 여전히 타인의 작업을 자신의 것으로 위장하는 행위를 구성하므로 표절에 해당한다.

## 어원 및 고대사
1세기, 라틴어 단어 plagiarius(문자적으로 "납치범")를 다른 사람의 창작물을 복제하는 것을 의미하는 데 사용한 것은 로마 시인 마르티알리스가 선구적이었다. 그는 다른 시인이 자신의 "시를 납치했다"고 불평했다. 플라기어리(Plagiary)는 플라기아루스(plagiarus)에서 파생된 단어로, 1601년 극작가 벤 존슨이 자코뱅 시대에 문학적 절도범을 묘사하기 위해 영어에 도입했다. 파생형인 플라지어리즘(plagiarism)은 1620년경 영어에 도입되었다. 라틴어 단어 plagiārius("납치범")와 plagium("납치")는 같은 어근인 plaga("올가미", "그물")를 가지며, 이는 인도유럽어족 어근 *-plak("짜다")에 기반을 둔다.
고대인들은 표절 개념이 없었거나 적어도 이를 비난하지 않았으며, 표절이 부도덕한 것으로 여겨진 것은 17세기 계몽시대부터 18세기 낭만주의 시대까지 훨씬 후에 일이라는 주장이 자주 제기된다. 고대인들은 긴 이동 시간과 문학인의 부족으로 인해 표절을 감지하기 어려웠지만, 폴리비오스와 가이우스 플리니우스 세쿤두스를 포함하여 계몽시대 이전에 다른 사람들을 표절로 비난하고 이를 불쾌하고 스캔들로 여긴 작가들이 상당히 많다. 3세기의 그리스 작품 저명한 철학자들의 생애에는 헤라클리데스 폰티쿠스가 헤시오도스와 호메로스에 대한 논문을 표절(그리스어: κλέψαντα αὐτὸν)했다는 비난을 받았다고 언급되어 있다. 비트루비우스의 7권에서는 이전 작가들에게 빚진 바를 인정하고 그들을 언급하며, 표절에 대한 강력한 비난을 포함했다: "이전 작가들은 우리의 감사에 합당하고, 그와 반대로 다른 사람의 글을 훔쳐 자신의 것으로 출판하는 자들은 우리의 비난에 합당하다. 자신의 생각에 의존하지 않고 다른 사람의 작품에 대해 시기심에 찬 잘못을 저지르고 자랑하는 자들은 비난받을 뿐만 아니라 그들의 사악한 삶의 방식에 대해 실제 처벌을 받아야 한다." 비트루비우스는 이어서 "그러한 일들은 엄격한 처벌 없이는 지나가지 않았다"고 주장했다. 그는 학식 있는 비잔티움의 아리스토파네스가 시 경연 대회를 심사하고 대부분의 참가자들이 다른 사람의 시를 자신의 것처럼 표절하는 것을 적발한 이야기를 들려주었다. 왕은 표절자들에게 도둑임을 자백하라고 명령했고, 그들은 불명예를 선고받았다. 이 이야기는 사실이 아닐 수도 있지만, 비트루비우스가 개인적으로 표절을 비난받을 만한 것으로 여겼음을 보여준다.

## 법적 측면

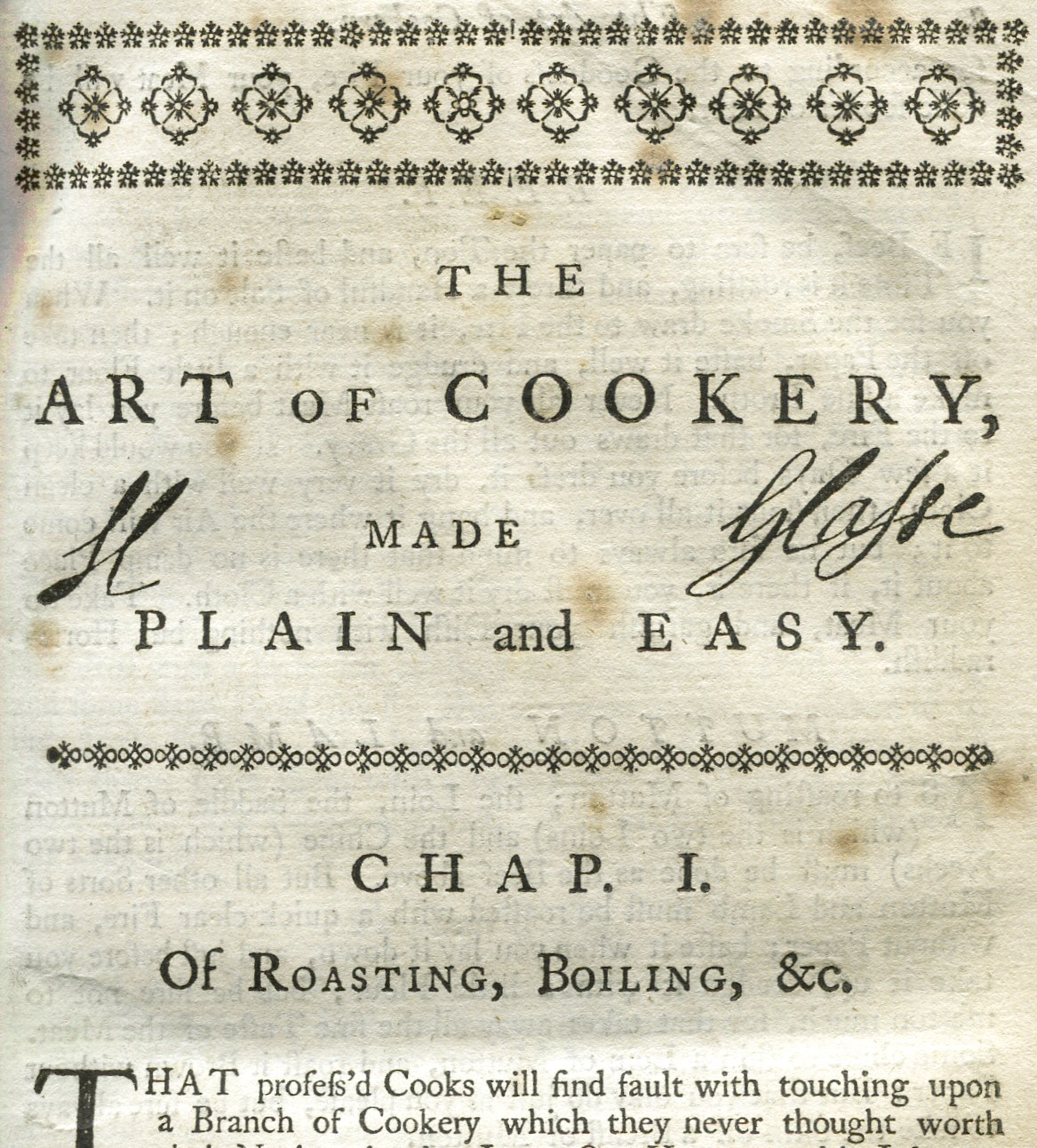
해나 글래스의 책 The Art of Cookery Made Plain and Easy 6판(1758) 첫 장 상단에 있는 서명. 만연한 표절에 대한 방어 시도.

표절은 어떤 맥락에서는 절도나 도둑질로 간주되지만, 법적인 의미에서는 그런 개념이 존재하지 않는다. 그러나 학문적 학점을 얻기 위해 타인의 작품을 사용하는 것은 사기의 법적 정의 중 일부를 충족할 수 있다. "표절"은 현재 어떤 형사법이나 민법에도 구체적으로 명시되어 있지 않다. 일부 경우는 부정경쟁 또는 저작 인격권 교리의 위반으로 취급될 수 있다. 요컨대, 사람들은 "직접 작성한 것이 아니라면 출처를 밝혀야 한다"는 지침을 따르도록 요청받는다.
표절은 저작권 침해와는 다르다. 두 용어 모두 특정 행위에 적용될 수 있지만, 개념이 다르며, 저작권으로 보호되는 자료인지 여부와 관계없이 거짓 저작권 주장은 일반적으로 표절에 해당한다. 저작권 침해는 저작권 소유자의 권리를 침해하는 것으로, 저작권에 의해 사용이 제한된 자료가 동의 없이 사용될 때 발생한다. 반면 표절은 표절을 저지른 저작자의 명예에 대한 부당한 이득이나 거짓 저작권 주장을 통해 얻는 학점과 관련이 있다. 따라서 표절은 표절자의 청중(예: 독자, 청취자, 교사)에 대한 윤리적 위반으로 간주된다.
표절은 또한 특별히 독창적인 내용이어야 하는 대가로 표절자에게 혜택을 제공한 모든 사람(예: 표절자의 출판사, 고용주 또는 교사)에 대한 윤리적 위반으로 간주된다. 이러한 경우, 표절 행위는 때때로 표절자의 계약 채무불이행에 대한 주장 또는 고의로 행해진 경우 불법행위의 일부를 구성할 수도 있다.
표절 연구에 전념하는 저널인 'Plagiary: Cross-Disciplinary Studies in Plagiarism, Fabrication, and Falsification'이 있다.

## 학계에서
학계에서 학생, 교수 또는 연구원에 의한 표절은 학문적 부정직 또는 학문적 사기로 간주되며, 위반자는 학생의 경우 퇴학을 포함한 학문적 징계, 교직원 및 연구원의 경우 계약 해지 등 학문적 제재를 받는다.
일부 기관에서는 잠재적인 표절을 발견하고 학생들의 표절을 방지하기 위해 표절 감지 소프트웨어를 사용한다. 그러나 표절 감지 소프트웨어가 항상 정확한 결과를 제공하는 것은 아니며, 이러한 시스템에는 허점이 있다. 일부 대학은 필수 작문 수업과 명확하게 명시된 명예 규약을 포함하여 학생들에게 철저한 오리엔테이션을 제공함으로써 학문적 무결성 문제를 해결한다. 실제로 대학생들 사이에서는 표절이 잘못된 것이라는 거의 보편적인 이해가 있다. 그럼에도 불구하고 매년 많은 학생들이 학교 과제에서 출처를 오용했다는 혐의로 소속 기관의 징계위원회에 회부된다. 그러나 탐지 소프트웨어의 탐지를 피하기 위해 충분한 단어 대체를 사용하는 표절 관행인 로게팅(Rogeting)은 빠르게 진화했다. "로게팅"은 표절 감지 소프트웨어를 속이기 위해 충분한 단어를 동의어로 대체하여 출판된 출처를 수정하는 행위를 묘사하기 위해 만들어진 비공식적인 신조어로, 종종 광범위한 동의어 교체를 통해 새로운 무의미한 구를 생성한다. 이 용어는 로제 동의어 사전을 인용한 것으로, 미들섹스 대학교 비즈니스 정보 시스템 수석 강사 크리스 새들러가 자신의 학생들이 제출한 논문에서 이러한 관행을 발견하면서 만들어졌다. 하지만 로게팅에 대한 학술적 증거는 거의 없다.
'계약 사기'로 알려진 또 다른 형태의 표절은 학생들이 에세이 공장과 같은 다른 사람에게 돈을 지불하여 과제를 대신하게 하는 것을 포함한다. 2021년 현재, 계약 사기 서비스의 운영이나 홍보를 금지하는 법률을 가진 지역은 거의 없다.
기대되는 학습 및 이해 수준이 달성되었음을 전제로 하기 때문에, 학문적 제출물 내에서 표절이 허용된다면 모든 관련 학문적 인증은 심각하게 훼손된다.
교수와 연구자에게 표절은 신뢰와 인지된 성실성의 상실과 함께 정직에서 해고에 이르는 제재로 처벌받는다. 학생과 교수에 대한 표절 혐의는 일반적으로 학생과 교수가 동의한 내부 징계 위원회에서 심의한다. 표절은 학술 연구 논문이 철회되는 흔한 이유이다. 도서관학은 기관 수준에서 표절 문제를 해결하기 위한 접근 방식을 개발하고 있다.
표절 학자로는 레베카 무어 하워드(Rebecca Moore Howard), 수잔 블럼(Susan Blum), 트레이시 브레타그(Tracey Bretag), 그리고 새라 일레인 이튼(Sarah Elaine Eaton)이 있다.
표절은 다른 사람의 시간, 작업, 노력을 당연하게 여기는 도덕적 함의를 가지고 있다. 표절에 대한 이러한 의무론적 조사는 표절 윤리에 대한 논쟁에서 중요하다. 에이미 로빌라드 박사는 "표절은 절도"라는 은유를 제시하며, 그 진술의 윤리가 학업과 학계에 중요하다고 믿는다. 표절된 작업은 지적 재산으로 간주될 수 있으며, 따라서 표절은 저작권 침해 또는 지식 재산권 침해를 구성한다. 그러나 일부는 표절이 글을 재산으로 간주하는 더 깊은 맥락을 가지며, 따라서 표절자에 의한 작업의 불법 사용은 절도를 구성하고 학계 및 다른 곳에서 윤리적 함의를 가진다고 생각한다.

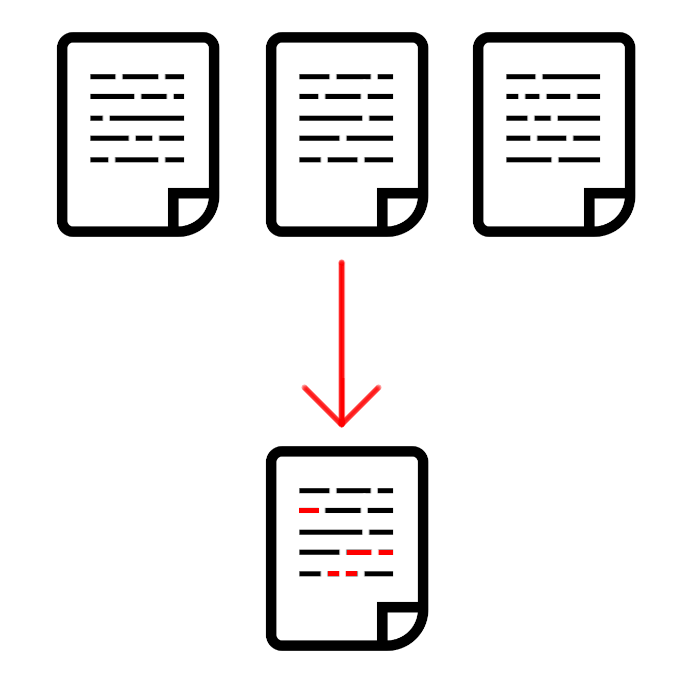
학술 표절의 한 형태는 출판된 논문을 가져와 의심을 피하기 위해 약간 수정하는 것이다.

학술 표절에 대한 보편적으로 채택된 정의는 없다. 그러나 이 섹션은 학술 표절의 가장 일반적인 특징을 예시하기 위한 몇 가지 정의를 제공한다. 이는 "독창성이 기대되는 환경에서 출처를 적절히 명시하지 않고 아이디어, 개념, 단어 또는 구조를 사용하는 것"이라고 불려왔다.
이것은 테디 피쉬먼(Teddi Fishman)의 표절 정의를 요약한 것으로, 표절의 다섯 가지 특징적인 요소를 제안했다. 피쉬먼에 따르면, 표절은 다음의 경우에 발생한다.
또한, 고등 교육 기관 및 대학교마다 표절을 다르게 정의한다:
- 스탠퍼드에서는 "코드, 공식, 아이디어, 언어, 연구, 전략, 글 또는 기타 형태의 다른 사람의 원본 작업을, 저자나 출처를 합리적이고 적절하게 인정하거나 명시하지 않고 사용하는 것"이다.[58]
- 예일에서는 "다른 사람의 작업, 단어 또는 아이디어를 출처 명시 없이 사용하는 것"이며, 여기에는 "출처의 언어를 인용 없이 사용하거나, 출처의 정보를 출처 명시 없이 사용하거나, 원본에 너무 가깝게 출처를 패러프레이즈하는 것"이 포함된다.[59]
- 프린스턴에서는 "다른 사람의 언어, 아이디어 또는 기타 원본(일반 지식이 아닌) 자료를 출처를 명시하지 않고 '의도적으로' 사용하는 것"이다.[60]
- 에모리 대학교 옥스포드 칼리지에서는 "작가의 아이디어나 문구를 적절한 출처를 밝히지 않고 사용하는 것"이다.[61]
- 브라운에서는 "다른 사람의 아이디어나 단어(구두 또는 서면)를 그 출처에 귀속시키지 않고 도용하는 것"이다.[62]
- 미 해군사관학교에서는 "적절한 인용을 통해 그 사람의 공로를 인정하지 않고 다른 사람의 단어, 정보, 통찰력 또는 아이디어를 사용하는 것"이다.[63]

### 학술 표절의 형태
학술 표절 형태에 대한 다양한 분류가 제안되어 왔다. 많은 분류는 표절자가 수행하는 행동을 분류하려는 행동적 접근 방식을 따른다.
예를 들어, 2015년 Turnitin의 교사 및 교수 설문조사는 학생들이 저지르는 표절의 10가지 주요 형태를 식별했다.
- 다른 사람의 작업을 자신의 것처럼 제출하는 것.
- 자신의 이전 작업에서 인용을 추가하지 않고 구절을 가져오는 것(자기 표절).
- 출처를 제대로 인용하지 않고 다른 사람의 작업을 다시 작성하는 것.
- 인용문을 사용하지만 출처를 명시하지 않는 것.
- 인용 없이 작업에 다양한 출처를 엮는 것.
- 인용해야 할 모든 구절은 아니지만 일부 구절을 인용하는 것.
- 작품의 인용된 부분과 인용되지 않은 부분을 섞는 것.
- 적절한 인용을 제공하지만, 빌려온 아이디어의 구조와 표현을 충분히 변경하지 못하는 것(근접 패러프레이징).
- 출처를 부정확하게 인용하는 것.
- 다른 사람의 작업에 너무 많이 의존하여 원본 생각을 텍스트에 넣지 못하는 것.

2019년 학술 표절 탐지에 대한 체계적 문헌 검토의 저자들은 언어의 전체 단어(렉시스), 통사론, 의미론, 그리고 아이디어와 구조의 표절을 포착하는 방법에서 학술 표절의 네 가지 계층 분류를 도출했다. 이 분류는 표절 형태를 영향을 미치는 모델 계층에 따라 분류한다.
- 문자를 보존하는 표절
  - 적절한 인용 없이 단어 그대로 복사
- 통사론을 보존하는 표절
  - 동의어 대체
  - 기술적 위장 (예: 다른 알파벳에서 동일하게 보이는 자체 사용)
- 의미론을 보존하는 표절
  - 번역
  - 패러프레이즈
- 아이디어를 보존하는 표절
  - 아이디어 또는 개념의 도용
  - 텍스트 구조 재사용
- 대필
  - 담합 (일반적으로 학생들 사이에서)
  - 계약 사기

### 학생들이 표절을 결정하는 데 영향을 미치는 요인
여러 연구에서 표절 결정을 예측하는 요인을 조사했다. 예를 들어, 독일 대학 학생들을 대상으로 한 패널 연구에 따르면 학업 미루기는 학업 미루기 측정 후 6개월 이내에 발생하는 표절 빈도를 예측한다. 학생들은 표절을 통해 좋지 않은 학점과 같은 학업 미루기로 인한 부정적인 결과를 해결한다고 주장되어 왔다. 다른 연구에서는 학생들이 표절이 유익하다고 인식하고 표절할 기회가 있을 때 표절이 더 빈번하게 발생한다는 것을 발견했다. 학생들이 더 높은 제재를 예상하고 표절을 매우 반대하는 사회적 규범을 내면화했을 때 표절 발생 가능성이 낮았다. 또 다른 연구에서는 학생들이 교사들이 부과하는 과중한 업무량을 처리하기 위해 표절에 의존하는 것을 발견했다. 반면에 이 연구에서 일부 교사들은 표절이 창의적인 과제와 활동을 제안하는 자신들의 실패의 결과라고도 생각했다.

### 학생 표절에 대한 제재
학계에서 학생 표절은 일반적으로 매우 심각한 위반으로 간주되며, 특정 과제에 대한 낙제, 전체 과목 낙제, 심지어 기관에서 퇴학과 같은 처벌을 받을 수 있다. 학술 기관이 학생 표절을 심각하게 다루는 정도는 학생들이 표절이 무엇인지 완전히 이해하지 못할 수 있다는 인정을 통해 완화될 수 있다. 2015년 연구에 따르면 대학 생활에 새로 입문한 학생들은 서면 학술 작업에서 출처를 인용하는 방법에 대한 기본적인 요구 사항조차 제대로 이해하지 못했지만, 학생들이 참고 문헌 및 표절이 무엇인지 매우 잘 이해하고 있다고 확신했다. 같은 학생들은 또한 표절에 대한 처벌이 관대해야 한다고 보았다.
반복적인 표절 사례 또는 학생이 심각한 표절(예: 과제 구매)을 저지르는 경우에는 정학 또는 퇴학이 발생할 수 있다. 대학생 표절에 대해 부과되는 처벌의 불일치에 대한 역사적 우려가 있었고, 2008년 영국 고등 교육 기관을 위해 표절 관세가 고안되어 접근 방식의 표준화를 장려하려는 시도가 있었다.
영국의 오픈 대학교는 또한 자신의 작품을 다른 사람에게 제공하는 학생들은 "학업적 부적절 행위를 보여주는 것"으로 간주될 것이며, 그러한 조치가 학생들에게 기관 내에서 불이익을 줄 수도 있다고 언급했다.

### 기술의 영향

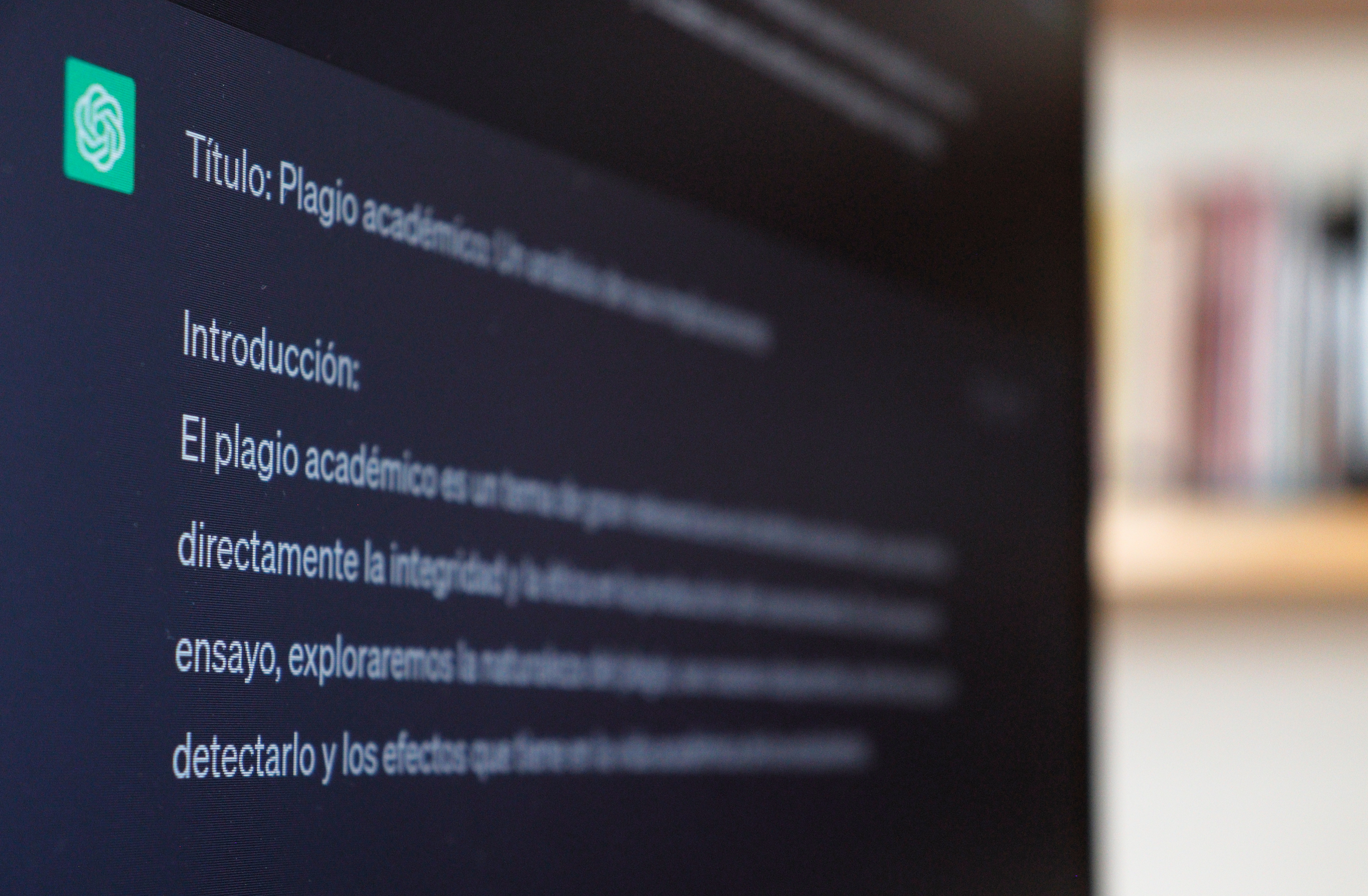
챗봇이 에세이를 작성하도록 프롬프트된 모습. 생성형 인공지능은 종종 표절을 저지르는 데 사용된다.

인터넷의 접근성과 사용 확대는 표절과 양의 상관관계를 가진다. 그러나 크로아티아 연구에서는 학생들이 전자 글쓰기 매체를 사용할 때 표절할 가능성이 더 높지 않다는 것을 발견했다. 정보에 쉽게 접근할 수 있게 되면서 학생들이 인터넷에서 정보를 복사하여 원저자를 명시하지 않고 붙여넣기하는 것이 훨씬 간단해졌다.틀:Obsolete source 교육 기관은 표절과 싸우기 위해 독창성, 적절한 인용 및 학문적 충실성의 중요성을 자주 강조한다. 그들은 표절 사례를 저지하고 감지하기 위해 정책, 교육 프로그램 및 표절 감지 소프트웨어와 같은 도구를 구현한다. 2012년 미국 고등학교 설문조사에 따르면 학생의 32%가 인터넷에서 과제를 복사했다고 인정했다.

### 표절 탐지
교수진이 표절을 감지하기 위해 사용하는 전략에는 학생 작업물을 주의 깊게 읽고 학생 글쓰기의 불일치 및 인용 오류를 기록하며, 학생들에게 표절 방지 교육을 제공하는 것이 포함된다. 상당수의 대학 강사들이 텍스트 일치 소프트웨어 사용과 같은 탐지 방법을 사용하지 않는다는 것이 밝혀졌다. 몇몇은 특히 익숙하지 않은 출처의 표절을 감지해야 할 때 표절을 감지하는 데 그다지 효과적이지 않을 수 있지만, 과제를 표절 여부만 확인하기 위해 읽는 방식으로 표절을 감지하려고 시도한다. 학생 표절을 방지하기 위한 전술 목록이 있다.

#### 표절 탐지 시스템
인터넷 기반 표절 탐지 서비스인 Turnitin은 1995년에 디지털 플랫폼으로 등장하여 빠르게 시장을 지배했다. Turnitin은 135개국 10,000개 이상의 기관에서 전 세계적으로 3천만 명 이상의 학생에게 서비스를 제공하며, 160만 명 이상의 강사가 사용해왔다.
Turnitin은 논문을 평가할 때 형성 평가와 총괄 평가를 모두 제공한다. 형성 평가는 강사에게 학생의 성취도에 대한 기본적인 평가를 제공하는 반면, 총괄 평가는 글쓰기에 대한 최종 평가 판단이다. Turnitin은 최첨단 적응형 기술을 사용하여 글쓰기를 평가하기 위해 인공지능을 활용한다. "Turnitin 채점 엔진" 웹 페이지는 이 기술의 근거를 설명하며, 주로 이전에 평가된 에세이의 패턴 분석에 중점을 둔다. 샘플 에세이를 제공함으로써 엔진은 단 몇 분 만에 정확하게 논문을 채점할 수 있다. 이 엔진은 단어 사용, 장르 관습 및 문장 구조에 대한 포괄적인 평가를 기반으로 콘텐츠의 가독성과 작가의 장르 숙련도를 평가한다. 최종 보고서 페이지는 표절 문장을 강조 표시하여 강사가 해당 콘텐츠를 쉽게 식별할 수 있도록 한다.
기술적인 발전에도 불구하고 Turnitin은 몇 가지 한계점을 가지고 있다. 크로아티아 연구에 따르면 "작은" 언어(디지털 발자국이 적은 언어)로 작성된 자료는 더 큰 표절 탐지 도구 기반에서 지원되지 않으며, 디지털 발자국이 많고 접근성이 더 좋은 언어가 더 잘 지원되는 경향이 있다. Turnitin이 보고서를 생성하는 과정에서 방대한 양의 학생 작업물을 비교하고 채점하는 것은 잠재적으로 저작권법을 침해할 수 있다. Turnitin은 학생들의 작업이 독창적이고 고유한지 확인하기 위해 학생들을 모니터링하며, 이 검증 과정은 감독 기계에 의해 수행된다. 그러나 이러한 관행은 교사, 기관 및 정부가 학생 데이터에 무제한으로 접근할 수 있게 하여 심각한 저작권 침해 문제를 야기할 수 있다.
또한, 표절 탐지 시스템(PDS)은 특히 채점 목적으로 사용될 때 특정 단점을 가지고 있다. Turnitin은 일치하는 텍스트를 식별할 수 있지만, 표절에 대한 명확한 정의를 제공하지 않아 개별적인 해석에 따라 잠재적인 분쟁이 발생할 수 있다. 예를 들어, 다른 강사들은 동일한 보고서를 다양한 설명으로 해석할 수 있다. 표절의 정도는 단일 단락에서부터 5~6페이지 분량의 논문 내의 여러 사례까지 크게 다를 수 있다. 표절을 정의하는 엄격한 기준이 없다면, 강사들이 자신의 이해를 바탕으로 표절을 정의하는 것은 혼란과 갈등으로 이어질 수 있다.

### 표절 교육
고등학교와 대학교에서 널리 사용되지만, 표절 탐지 도구는 교실에 섬세한 환경을 조성한다. 이는 강사를 윤리 원칙의 수호자 역할에 놓이게 하여 교사와 학생 사이에 적대적인 관계를 설정한다. 이러한 도구는 학생들이 표절을 저지를 가능성이 높고 강사는 이를 밝히기 위해 고급 기술을 사용해야 한다고 전제한다. 이러한 조사는 학생들이 두려움과 무력감을 느끼게 할 수 있으며, 그들은 이러한 도구를 전능한 감시자로 간주할 수 있다. WriteCheck 리뷰는 학생들이 발각될까 봐 두려워 압력과 불안감 속에서 글을 쓴다는 것을 보여준다. 이러한 리뷰는 교실에서 표절을 둘러싼 권력 역학과 공포 문화를 강조한다. 또한, 강사와 학생 사이에는 본질적인 권력 불균형이 존재한다. 학생들은 Turnitin에 자신의 작업을 제출할 의무를 느낄 수 있기 때문이다. 더 나아가, Turnitin은 서양의 글쓰기 가치를 전 세계적으로 홍보하려고 노력한다. 이는 본질적으로 전 세계적으로 표준화된 글쓰기를 촉진하며, 서양의 저자 개념과 EAE를 발전시켜 글쓰기 강사에게 영향을 미치는 해로운 이념을 강화한다.
일반적으로 표절 탐지 시스템은 표절을 감지하기보다는 억제하지만, 궁극적인 교육 목표를 반영하지는 않는다. 표절이 학생들에게 미치는 심각한 결과를 고려할 때, 학생들이 표절을 저지르지 않도록 돕기 위한 학습에 더 큰 강조를 두어야 한다는 요구가 있었다. 이는 학생들이 이전에 형성된 개념과 비교하여 다른 관점을 가질 수 있는 새로운 기관으로 이동할 때 특히 중요하다. 실제로 학생의 미래에 대한 표절 혐의의 심각성을 고려할 때, 표절 교육의 교수법이 학습되는 학문의 교수법보다 우선적으로 고려될 필요가 있을 수 있다. 표절 교육의 필요성은 학생들에게 기대되는 것 또는 비행의 결과를 완전히 이해하지 못할 수 있는 학술 직원에게도 미친다. 표절을 줄이기 위한 조치에는 학생들의 부담을 줄이기 위한 교육 활동 조정, 암기 감소, 개별 실습 활동 증가, 처벌 대신 긍정적인 강화 촉진 등이 포함된다. 학생은 연구 방법 부족, 인용 관행 지식 부족 또는 과도한 업무량으로 인해 표절을 선택할 수 있다. 궁극적으로 표절을 줄이려면 학생들에게 이러한 도구를 둘러싼 윤리적 및 법적 문제에 대해 교육해야 하며, 교사는 더 독립적인 사고를 요구하는 적절하고 혁신적인 과제를 고안해야 한다.
많은 학자와 학계 구성원들은 표절 탐지 기술의 사용이 고등 교육에서 감시와 순응의 문화를 조장한다고 주장하며 이에 대해 부정적인 입장을 취해왔다. 많은 이들이 성적과 자격증에 대한 집중에서 벗어나 보다 전체적인 접근 방식으로 고등 교육을 재평가할 것을 요구해왔다. 학자들이 제시한 그러한 권고 중 하나는 학생들이 표절 탐지 대신 수정에 집중하도록 하는 것이다. 이러한 새로운 초점은 엘리 리뷰와 같은 사이트의 탄생으로 이어졌으며, 이는 동료 평가를 통해 글쓰기 개선을 촉진하는 것을 목표로 한다. 교육자들은 학문적 무결성을 증진하는 것과 긍정적인 학습 환경을 유지하는 것 사이의 균형을 맞추기 위해 표절 탐지 소프트웨어를 구현할 때 신중한 고려가 필요하다는 것을 인식했다. 이러한 균형 유지는 전통적인 표절 탐지 시스템에 대한 반발의 중심에 있었으며, 교육자들은 그러한 기술이 신뢰와 프라이버시에 미칠 수 있는 잠재적인 부정적 영향에 대해 점점 더 인식하게 되었다. 이러한 상충되는 이해관계 사이의 균형을 맞추는 데 대한 강조는 학문적 맥락에서 표절 문제를 해결하기 위한 사려 깊고 미묘한 접근 방식의 중요성을 강조한다. 모든 문화와 국가가 언어 또는 아이디어의 개인 소유권에 대해 동일한 신념을 가지고 있는 것은 아니다. 일부 문화권에서는틀:Specify 다른 전문가의 작업을 반복하는 것이 해당 작업의 저자에 대한 존경이나 아첨의 표시일 수 있으므로, 그러한 국가와 문화에서 온 학생들이 표절을 금지하는 지역으로 이동할 때 어려움을 겪을 수 있으며 더 많은 지원이 필요할 수 있다.
한 연구에 따르면 표절과 그에 대한 처벌에 대해 경고를 받은 학생들은 표절할 가능성이 더 낮았다. 또한, 그 연구에서 의도적으로 표절을 피하는 학생들은 평균적으로 더 적게 썼는데, 이는 작업의 질 저하로 이어질 것으로 예상되었다.
디지털 시대에 표절을 최소화하려면 학생들이 표절의 정의와 지식 재산권이 얼마나 중요한지 이해하는 것이 중요하다. 학생들은 표절 혐의를 피하기 위해 정확한 귀속이 필요하며, 인쇄물에 적용되는 윤리적 및 법적 규칙이 전자 정보에도 적용된다는 것을 알아야 한다.

## 저널리즘에서
저널리즘에서 표절은 저널리즘 윤리 위반으로 간주되며, 표절로 적발된 기자들은 일반적으로 정직에서 해고에 이르는 징계를 받는다. 학문적 또는 저널리즘적 맥락에서 표절로 적발된 일부 사람들은 인용을 포함하지 않거나 적절한 인용을 제공하지 않아 의도치 않게 표절을 저질렀다고 주장한다. 학술 및 저널리즘 분야의 표절은 수백 년 역사를 가지고 있지만, 기사가 전자 텍스트로 나타나는 인터넷의 발전으로 다른 사람의 작업을 물리적으로 복사하는 것이 훨씬 쉬워졌다.
저널리즘은 대중의 신뢰에 의존하기 때문에, 기자가 출처를 솔직하게 인정하지 않는 것은 신문이나 TV 뉴스 프로그램의 무결성을 훼손하고 신뢰도를 떨어뜨린다. 표절 혐의를 받는 기자들은 뉴스 조직의 조사가 진행되는 동안 보도 업무에서 정직되는 경우가 많다.

## 예술에서

### 예술의 역사

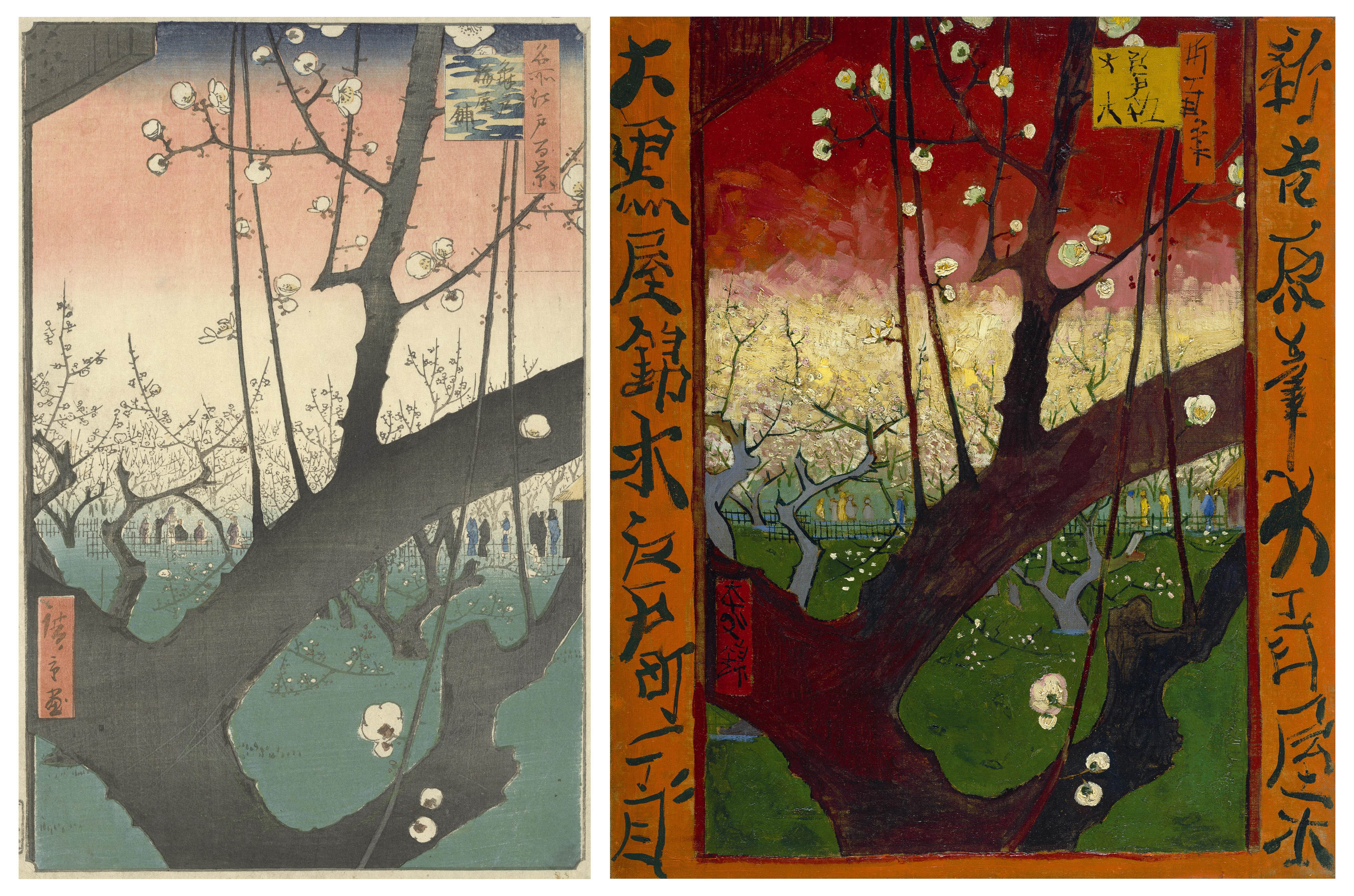
우타가와 히로시게의 목판화(왼쪽)와 빈센트 반 고흐의 복사본 비교

문학사와 전반적인 미술의 역사를 통틀어, 예술 작품은 상당 부분 전통의 반복이다. 예술적 창의성의 전체 역사에는 표절, 문학적 절도, 전유, 통합, 재화, 재작성, 요약, 수정, 재현, 주제 변주, 아이러니한 재해석, 패러디, 모방, 문체적 절도, 파스티슈, 콜라주, 그리고 의도적인 집합이 포함된다. 모방, 문체적 표절, 복사, 복제, 위조와 같은 관행 사이에는 엄격하고 정확한 구분이 없다. 이러한 전유 절차는 문해력 문화의 주요 축이며, 이 문화에서는 정경적 과거의 전통이 끊임없이 재작성되고 있다.
다른 사람의 예술을 자신의 것으로 출판하는 것은 특히 온라인에서 "예술 절도"라고 불리기도 한다. 이 용어는 예술품 절도와 직접적인 관련이 거의 없다.
루스 그레이엄(Ruth Graham)은 T. S. 엘리엇의 "미숙한 시인은 모방하고, 성숙한 시인은 훔친다. 나쁜 시인은 가져온 것을 망친다."라는 말을 인용하면서, 표절이 "금기시"되고 현대적 맥락에서 악의와 당혹감을 유발함에도 불구하고 독자들은 역사적 문학 위반자들의 과거 과오를 종종 용서하는 것처럼 보인다고 지적한다.

### 예술적 표절에 대한 찬사
로렌스 스턴의 1767년작 트리스트럼 섄디의 한 구절은 표절에 의존하여 표절을 비난한다. 올리버 골드스미스는 다음과 같이 언급했다.
스턴의 저술에서, 그의 방식과 문체가 오랫동안 독창적이라고 여겨졌던 그가 사실은 자신의 페이지를 꾸미기 위해 전임자로부터 가장 주저 없이 훔친 표절자였음을 분명히 보여준다. 동시에, 스턴이 자신의 모자이크 작업을 위한 재료를 매우 예술적으로 선택하고, 그것들을 매우 잘 배치하며, 매우 고도로 다듬어서, 대부분의 경우 빌려온 재료를 새로운 형태로 만들어내는 절묘한 재능을 고려하여 독창성의 부족을 용서할 수밖에 없음을 인정해야 한다.
윌리엄 포크너, 파블로 피카소, T. S. 엘리엇, 스티브 잡스 등에게 다양한 형태로 귀속되는 흔한 문구는 "좋은 예술가는 모방하고, 위대한 예술가는 훔친다"고 주장한다. 이 문구는 예술적 표절을 칭찬하는 것처럼 보이지만, 일반적으로 다른 사람의 작업에 건설적으로 반복하고 자신의 영향에 대해 투명하게 공개하는 것을 의미하는 것으로 이해된다.

## 자기 표절
자신의 작업 중 상당 부분이 동일하거나 거의 동일한 부분을 인정하지 않거나 원본 작업을 인용하지 않고 재사용하는 것을 자기 표절 또는 재활용 사기라고 부르기도 한다. 이러한 학술 논문은 종종 중복 또는 다중 출판이라고 불린다.
자기 표절은 출판물이나 사실 기록과 같이 새로운 자료로 구성되어 있다고 주장하는 상황에서 심각한 윤리적 문제로 간주된다. 이는 신문이나 잡지에 주로 게재되는 사회적, 직업적, 문화적 의견과 같은 공공 이익 텍스트에는 적용되지 않는다.
자기 표절을 식별하는 것은 종종 어렵다. 자료의 제한적인 재사용은 법적으로(공정 이용)나 윤리적으로나 허용되기 때문이다.
또한, 이전 작업의 저작권이 다른 법인에게 양도되었다면 저작권 문제가 발생할 수 있다. 많은 사람들(주로 저작권 비평가와 지적 재산권 비판가에 국한되지는 않음)은 자기 표절이 가능하다고 믿지 않는다. 표절 및 저작권 개념에 대한 비판자들은 자기 표절의 아이디어를 귀류법 논증으로 사용할 수 있다.

### 논쟁의 정의
미겔 로이그(Miguel Roig)는 자기 표절에 대해 오랫동안 글을 써왔으며 이 주제에 대한 학자들 사이에서 이전에 유포된 작업을 사용하는 자기 표절에 대한 그의 정의가 널리 받아들여지고 있다. 그러나 자기 표절이라는 용어는 자기 모순적이며 형용 모순이라는 등의 이유로 이의가 제기되어 왔다.
예를 들어, 스테파니 J. 버드(Stephanie J. Bird)는 자기 표절이 잘못된 용어라고 주장한다. 왜냐하면 표절은 정의상 다른 사람의 자료를 사용하는 것과 관련되기 때문이다. 버드는 "자기 표절"의 윤리적 문제를 "이중 또는 중복 출판"의 문제로 식별한다. 그녀는 또한 교육적 맥락에서 자기 표절은 학생이 "두 개의 다른 과목에서 동일한 에세이를 학점을 위해 다시 제출하는" 경우를 의미한다고 지적한다. 데이비드 B. 레스닉(David B. Resnik)이 설명하듯이, "자기 표절은 부정직을 포함하지만 지적 절도를 포함하지는 않는다."
패트릭 M. 스캔런(Patrick M. Scanlon)에 따르면, 자기 표절은 특수한 의미를 지닌 용어이다. 가장 두드러지게는 생물의학 분야의 연구 및 출판 무결성에 대한 논의에서 사용되는데, 이는 "출판 아니면 죽음"이라는 강한 요구로 인해 중복 및 "살라미 슬라이싱" 출판, 즉 단일 연구 결과를 여러 논문 내의 "최소 출판 가능 단위"로 보고하는 경향이 만연했기 때문이다. 로이그(Roig, 2002)는 자기 표절의 네 가지 유형을 포함하는 유용한 분류 시스템을 제시했다: 한 논문을 여러 저널에 중복 게재하는 것; 한 연구를 여러 논문으로 나누어 게재하는 것(흔히 살라미 슬라이싱이라고 함); 텍스트 재활용; 저작권 침해.

### 윤리 강령
일부 학술지는 자기 표절을 특별히 언급하는 윤리 강령을 가지고 있다(예: 국제경영학회지). 계산기 학회 (ACM)와 같은 일부 전문 단체는 자기 표절을 특별히 다루는 정책을 만들었다. 다른 단체들은 미국정치학회 (APSA)와 같이 자기 표절에 대해 특별히 언급하지 않는다. 이 단체는 표절을 "타인의 저작물을 자신의 것처럼 의도적으로 도용하는 행위"로 정의하는 윤리 강령을 발행했다. 자기 표절에 대해서는 전혀 언급하지 않는다. 논문이나 학위 논문이 "전부 또는 일부" 출판될 때, 저자는 "통상적으로 그 출처를 인정할 윤리적 의무를 지지 않는다"고 말한다. 미국 공공행정학회 (ASPA)도 윤리 강령을 발행했는데, 회원들이 "타인의 작업과 기여에 대한 공로를 인정"하도록 약속한다고 명시하고 있지만, 자기 표절에 대해서는 언급하지 않는다.

### 재사용을 정당화하는 요인
파멜라 사무엘슨(Pamela Samuelson)은 1994년에 자신의 이전에 출판된 저작물을 재사용하는 것을 면제하는 몇 가지 요인을 제시했는데, 이는 자기 표절이 아니라고 주장했다. 그녀는 이러한 각 요인을 자기 표절의 윤리적 문제와 특별히 관련시키는데, 이는 그녀가 별도로 다루는 저작권의 공정 사용이라는 법적 문제와는 구별된다. 사무엘슨은 이전에 출판된 자료의 재사용을 면제할 수 있는 다른 요인들 중에서 다음을 나열한다.
- 이전 작업은 두 번째 작업에서 새로운 기여를 위한 토대를 마련하기 위해 재진술되어야 한다.
- 새로운 증거 또는 주장을 다루기 위해 이전 작업의 일부를 반복해야 한다.
- 각 작업의 대상 독자가 너무 달라서 메시지를 전달하기 위해 다른 곳에 동일한 작업을 게시해야 한다.
- 저자는 처음부터 너무 잘 말했기 때문에 두 번째로 다르게 말하는 것이 의미가 없다고 생각한다.

사무엘슨은 학제 간 커뮤니티를 연결하려는 시도에서 "다른 독자"라는 논거에 의존했다고 말한다. 그녀는 서로 다른 법률 및 기술 커뮤니티를 위해 글을 쓰는 것을 언급하며, "한 기사에서 다른 기사로 문단이나 문단 시퀀스를 그대로 가져올 수 있는 경우가 많다. 그리고 솔직히, 나는 그것들을 가져온다"고 말한다. 그녀는 "기술 기사를 비교적 적은 변화(각주와 하나의 실질적인 섹션 추가)로 법률 논문 기사로 변환하는" 자신의 관행을 다른 독자를 위해 언급한다.
사무엘슨은 오해를 자기 표절의 근거로 묘사한다. 그녀는 또한 "자기 표절 사례 중 어떤 경우에도 제기된 것으로 보이지 않지만, 저작권법의 공정 사용 방어는 이전 작업의 일부를 재사용하는 저자에 대한 잠재적인 출판사 저작권 침해 주장에 대한 방패 역할을 할 가능성이 높다"고 말한다.

## 기타 맥락에서

### 기관 출판물
단체가 집단적, 서명 없는 저작물을 발행하는 경우, 표절은 문제가 되지 않는 것으로 추정된다. 이는 단체가 특정 개인에게 독창성에 대한 공로를 인정하지 않기 때문이다. 예를 들어, 미국역사협회의 "전문가 행동 표준 성명서"(2005)는 교과서와 참고서에 대해 다음과 같이 명시했다. 교과서와 백과사전은 다른 학자들의 연구를 요약한 것이므로, 원본 연구와 동일한 엄격한 귀속 표준을 따르지 않으며 다른 저작물에 대한 더 큰 "의존 범위"가 허용될 수 있다. 그러나 그러한 책이라 할지라도 다른 텍스트의 단어, 구, 문단을 사용하거나 다른 텍스트의 배열 및 구성을 너무 가깝게 따르지 않으며, 그러한 텍스트의 저자들은 또한 "최근 또는 독특한 발견과 해석, 아직 해당 분야의 공통적인 이해에 속하지 않은 것들의 출처를 인정"해야 한다.

### 역표절
역표절 또는 복사 없는 귀속은 저작물을 작성하지 않은 사람에게 거짓으로 저작권을 부여하거나, 출처가 그러한 주장을 하지 않는데도 출처가 주장을 지지한다고 거짓으로 주장하는 것을 말한다. 이 용어와 활동은 상대적으로 드물지만, 역표절 사례는 일반적으로 전통적인 표절과 유사한 맥락에서 발생한다.

## 인공지능의 영향
표절 증가는 인공지능의 발전에도 기인할 수 있다. GPT-3와 챗GPT와 같은 대형 언어 모델의 등장은 글쓰기와 표절에 대한 인공지능의 영향에 대한 전 세계적인 논의를 촉발시켰다. 그러한 혁신 중 하나는 GPT-2 모델인데, 이 모델은 일관된 단락을 생성하고 다양한 언어 모델링 평가에서 높은 점수를 달성할 수 있다. 또한 독해, 기계 번역, 질문 답변 및 요약과 같은 기본적인 작업을 수행할 수 있다. 현재 이 문제를 해결하기 위해 GPTZero와 같은 AI 언어 감지기가 도입되었다. 노엄 촘스키는 챗GPT를 "고작 하이테크 표절에 불과하다"고 불렀다. 대조적으로, 다른 이들은 "에세이는 죽었다"고 제안하며, 인공지능이 학계와 사회를 변화시킬 것이라고 선언했다. 표절 학자 이튼(Eaton)은 인간과 인공지능 하이브리드 글쓰기가 일반화되는 포스트 표절 시대를 제안했다.
인공지능이 표절에 미치는 영향은 아직 완전히 이해되지 않았지만, 대형 언어 모델은 콘텐츠 자동화의 거대한 물결을 촉발시켰으며 이는 인터넷의 포화 위험을 초래한다. 싱가포르 연구원들의 2024년 연구에 따르면 대규모 자동 콘텐츠 생성을 위한 인공지능의 이러한 오용이 가까운 미래에 '표절 특이점'으로 이어질 수 있으며, 이로 인해 대부분의 원본 작업도 엄청난 양의 인공적으로 생성된 콘텐츠로 인해 표절로 표시될 수 있다.
인공지능의 광범위한 사용은 대학에 문제를 야기한다. ChatGPT의 강력한 데이터베이스와 편리함으로 인해 교수들이 부여하는 많은 작업을 단지 잡일로 여기는 학생들은 인공지능을 통해 작업을 완료할 것이다. 그러나 학술 연구에서 ChatGPT 사용을 금지하는 대신, 일부는 교수들이 ChatGPT와 같은 도구를 교육에 사용하여 개요, 개별화된 수업 계획 및 교실 활동 아이디어를 만드는 것을 제안했다.

## 같이 보기
- 대필작가
- 오마주
- 모티브
- 샘플링
- 인용
- 저작권
- 저작권 침해
- 공정 이용
- 패러디
- 패스티시
- 가짜 블로그